# Agrostia flavimaculata
Agrostia flavimaculata – gatunek owada z rzędu straszyków i rodziny Pseudophasmatidae.
Straszyk o smukłym ciele długości od 56,3 do 62,5 mm u samców i od 75,5 do 87 mm u samic. Głowę ma jasnobrązową z czarnym szwem i plamkami na czole, a u samicy z ciemnobrązowymi policzkami. Oczy są jasnobrązowe z paskiem, kulistawe. Przyoczka ubarwione są pomarańczowo. Na wierzchu tułowia występują czarne i jasnożółte pasy podłużne. Przednia para skrzydeł to trzykrotnie dłuższe niż szerokie, elipsowate tegminy. Są brązowe z czarną kropką na guzie barkowym, żółtymi żyłkami i elipsowatą, żółtą plamą pośrodku. Skrzydła drugiej pary są od nich pięciokrotnie dłuższe, przezroczyste z ciemnobrązową częścią kostalną. Boki wszystkich odnóży są oszczecinione. Przysadki odwłokowe są spłaszczone bocznie, u samca zakrzywione, a u samicy prawie proste, trójkątne. Samca charakteryzuje podłużne podzielenie wierzchołka płytki subgenitalnej na hemisternity. U samicy płytka ta jest stopniowo ku tyłowi poszerzona i na tylnym brzegu wklęśnięta.
Owad neotropikalny, zasiedlający brazylijskie stany Amazonas i Acre.